# Euphyllodromia pavonacea
Euphyllodromia pavonacea är en kackerlacksart som först beskrevs av Rehn, J. A. G. 1903.  Euphyllodromia pavonacea ingår i släktet Euphyllodromia och familjen småkackerlackor. Inga underarter finns listade i Catalogue of Life.